# Au Pairs
Die Au Pairs waren eine 1979 gegründete Post-Punk-Band aus Birmingham. Ihre Mitglieder waren Lesley Woods (Gitarre und Gesang), Paul Foad (Gitarre und Gesang), Jane Munro (Bass) und Pete Hammond (Schlagzeug).
Die Band zerbrach 1983, Lesley Woods gründete später The Darlings, eine Band mit rein weiblicher Besetzung, und arbeitet mittlerweile als Rechtsanwältin.

## Diskografie

### Singles
- 1979: You / Domestic Departure - Kerb Crawler (021 Records, OTO 2)
- 1980: Diet / It’s Obvious (021 Records, OTO 4)
- 1981: Inconvenience / Pretty Boys (Human Records, HUM 8)
- 1981: Inconvenience / Pretty Boys - Headache for Michelle (remix) (Human Records, HUM 8/12)

### Alben
- 1981: Playing with a Different Sex (Human Records, HUMAN 1)
- 1982: Sense & Sensuality (Kamera Records, KAM 010)
- 1983: Live in Berlin (AKA Records, AKA6)
- 2006: Stepping Out of Line: The Anthology (Castle Music, CMQDD1338)